# Las Guamas
Las Guamas es un centro poblado colombiano ubicada en el departamento de Casanare, perteneciente al municipio de Paz de Ariporo. 

## Economía
En la agricultura, a nivel municipal se destaca por el cultivo de arroz.